# Luz Casal
María Luz Casal Paz (Boimorto, Corunha, 11 de novembro de 1958) é uma cantora pop-rock espanhola. Cresceu nas Astúrias e cedo mudou-se para Madrid.
Os seus hits da década de 1980 são "Rufino" de Elena Santonja, "Un Nuevo Día Brillará", versão de "Duel au Soleil" de Étienne Daho. Colaborou na banda sonora de Tacones lejanos com a música "Un Año de Amor". Na década de 1990, cantou temas como "Besaré el suelo" de Carlos Goñi e "Negra Sombra" de Rosalía de Castro.

## Discografia

### Álbuns
- El Ascensor (1980)
- Luz (1982)
- Los Ojos del Gato (1984)
- Luz III (1985)
- Quiéreme Aunque te Duela (1987)
- Luz V (1989)
- A Contraluz (1991)
- Como la Flor Prometida (1995)
- Un Mar de Confianza (2000)
- Con Otra Mirada (2002)
- Sencilla Alegría (2005)
- Vida Toxica (2007)
- La Pasión (2009)

### Compilações
- Pequeños y Grandes Éxitos (1996)
- Pequeños, Medianos y Grandes Éxitos (2006)

### Singles
- No aguanto mas (1982)
- Eres tu (1982)
- Ciudad sin ley (1982)
- Los ojos del gato (1984)
- Detrás de tu mirada (1984)
- Secreto (1984)
- Voy a por ti (1985)
- Rufino (1985)
- Hechizado (1985)
- Quiéreme aunque te duela (1987)
- Un día marrón (1987)
- Que rabia (1987)
- Te dejé marchar (1988)
- Loca (1989)
- No me importa nada (1989)
- El tren (1990)
- He visto un angel (1990)
- Piensa en mi (1991)
- Un pedazo de cielo (1991)
- Un año de amor (1991)
- Es por ti (1992)
- Tal para cual (1992)
- Entre mis recuerdos (1995)
- Lo eres todo (1995)
- Besaré el suelo (1995)
- Plantado en mi cabeza (1996)
- Te ofrezco lo que tengo (1996)
- Mi confianza (1999)
- Sentir (2000)
- Quisiera ser y no puedo (2000)
- Inesperadamente (2000)
- Ni tu ni yo (2002)
- Dame un beso (2003)
- A veces un cielo (2003)
- Un nuevo dia brillará (2004)
- Sencilla alegría (2005)
- Mi memoria (2005)
- Se feliz (2007)
- Soy (2008)
- Con mil sufrimientos (2009)
- Historia de un amor (2009)